# 白榮澤
黑魔澤（Pak Wing Chak，1990年4月23日—），是一名香港已退役職業足球員，擔任後衛。2015年7月，於25歲時宣佈退役。退役之後去左做香港警察

## 球員生涯
白榮澤出身於香港09。
2007-08年度球季，白榮澤加盟香港甲組足球聯賽新軍華家堡，正式展開職業球員生涯。
一季後，華家堡宣布解散，白榮澤遂跟隨領隊陳曉明與教練李健和，一同轉投東方。
2009年夏天，白榮澤轉投晨曦，成為球隊主力，並效力至2012/13球季結束。
2011年10月16日，在旺角球場重建完成後第一場甲組聯賽晨曦對深水埗，白榮澤於57分鐘射入世界波，協助晨曦領先3-0，取得個人足球生涯首個甲組賽事入球，最終晨曦大勝5-0。
2015年7月，因長期受傷患困擾，白榮澤選擇於25歲時退出職業球員行列，並退出球壇兩年。
2017年9月，白榮澤再度亮相香港聯賽，投效甲組球隊凱景。

## 外部連結
- 香港足球總會網頁球員註冊資料 （页面存档备份，存于）